# Epistemologia prawa
Epistemologia prawa – odpowiada na pytanie, jak możemy prawo poznać. Zajmuje się nią filozofia prawa.